# Бренда Уолш
Бренда Уолш (англ. Brenda Walsh) — персонаж телесериалов «Беверли-Хиллз, 90210» и «90210: Новое поколение». Придумана сценаристом Дарреном Старом. Роль Бренды исполнила американская актриса Шеннен Доэрти.

## Беверли-Хиллз, 90210

### Появление
Бренда — сестра-близнец Брендона, дочь Джима и Синди, переехавших из Миннеаполиса, штат Миннесота в Лос-Анджелес. Как и брат, она всегда говорит то, что думает, но не всегда справляется с последствиями.
В первых эпизодах представлена как наивная девушка, очарованная яркой жизнью Беверли-Хиллз. Она завидует Тиффани Морган — богатой девочке, которая, как выясняется позже, ворует из магазинов вещи, которые может себе позволить, лишь для того, чтобы привлечь внимание родителей. Бренда восторгается матерью Келли, Джеки, тем фактом, что она бывшая фотомодель, и даже обижает свою мать, не пригласив её участвовать в показе мод «Я и моя мама». Девушка знакомится с артисткой камеди-клуба, Скай, которая ушла из дома и даже не окончила школу — Бренда поступает аналогичным путём и останавливается жить у Скай, однако через некоторое время Бренда понимает, что в такой жизни нет ничего хорошего, и получить образование крайне важно.
Также у Бренды упрямый характер — она всегда делает то, что захочет. К примеру, вопреки воле родителей, Бренда прыгает с парашютом, но позже признаётся в этом Джиму и Синди. Она говорит, что «испытав ужас свободного падения», она не боится теперь ничего.
Между тем, Бренда очень чуткий и сострадающий персонаж — она начинает работать на телефонной горячей линии для подростков, и первый же случай оказывается испытанием для неё: Бренде звонит неизвестная девушка, которая стала жертвой повторяющегося изнасилования со стороны одноклассника. Бренде удаётся понять, кто ей звонит и спасти девушку от очередного нападения. Во время девичника, на котором присутствовали её друзья и подруга Келли, Аманда, Бренда встала на защиту друзей перед агрессивно настроенной Амандой.

### Развитие
Во втором сезоне Бренду занимают более жизненные проблемы — девушка боится, что забеременела от Дилана. Узнав, что это не так, она решает прервать отношения с юношей, так как её переполняют эмоции, к которым она пока не готова. Однако когда перед ней возникает угроза в лице Эмили Валентайн, которая пошла на свидание с Диланом, Бренда понимает, что хочет вернуть его.
Между тем, в жизни Дилана тоже начинается чёрная полоса, когда его отца-бизнесмена Джека МакКея сажают в тюрьму. Юноша начинает пить, и для поддержки в город приезжает его мать Айрис. Бренда осознаёт, что Айрис вела себя эгоистично и бросила собственного сына, и вступает в открытый конфликт с женщиной. Между тем, появление Дилана в доме Уолшей, после несчастного случая, в котором пострадал Дилан, также накаляет отношения Бренды и её отца, с недоверием относящегося к юноше. Айрис говорит Джиму, что она накопила для Дилана деньги, и хочет, чтобы Джим возглавлял трастовый фонд её сына. После этого Айрис вновь уезжает, помирившись с Брендой, извинившейся за своё поведение. Так Дилан становится частым гостем и другом всей семьи Уолш.
Во время Рождественских праздников, Бренда приглашает бездомного старика, переодетого в Санта-Клауса на ужин, где тот, к удивлению многих, раздаёт подарки всем её друзьям. Бренда узнаёт, что жена мужчины умерла, и теперь он невероятно одинок. Джим и Синди горды своей дочерью.
В одном из последних эпизодов сезона, Бренда становится жертвой нападения грабителя, державшего девушку под прицелом своего ружья. Испытав невероятный стресс, Бренда начинает видеть кошмары о грабителе и своих друзьях. Когда грабителя ловят, Бренде с помощью психотерапевта удаётся пережить этот период и вернуться к нормальной жизни.

### Поздние годы
С первого же взгляда Бренда влюбилась в Дилана МакКея, но их любовь так ни к чему и не привела. Отношения молодых людей были далеки от идеала. В основном из-за того, что у Дилана были серьёзные проблемы с алкоголем и со своей семьёй.
Первым серьёзным испытанием стал конфликт Дилана и Бренды после того, как Бренда тайком уехала с Диланом в Мексику, не сказав об этом родителям. Её останавливают на пограничном посту по возвращению, и Джим вынужден забрать дочь и подтвердить документами, что она гражданка США. Джим перекладывает часть вины на Дилана и говорит, что он поступил безответственно. В итоге, мужчина запрещает дочери видеться с Диланом. Однако они продолжат тайно встречаться, и когда родители видят их вместе, происходит очередная ссора, в результате которой Бренда переезжает жить к Дилану. Совместная жизнь не клеится, и Дилан решает пойти на встречу Джиму, который хочет отправить Бренду на летние каникулы в Париж, где она сможет всё обдумать и, как он надеется, забыть о Дилане. Юноша уговаривает Бренду принять предложение, и Бренда едет вместе с Донной в Париж. Тем временем, у Дилана и Келли Тейлор начинается летний роман, а Бренда, притворившись француженкой, знакомится с американцем Риком, который позже объявляется в Беверли-Хиллз.
В этот момент и начинается сложный клубок взаимоотношений Бренды, Келли и Дилана. Дилан рассказывает о том, что летом у него была другая, но не говорит, что это Келли. Бренда и Дилан решают, что они свободны и могут начать встречаться с другими людьми, и юноша выбирает Келли, что приводит Бренду в бешенство. Она забывает о Рике, и решает бороться за Дилана, который не может выбрать, с кем он хочет быть. Но через некоторое время Бренде приходится испытать невероятную боль — узнав о предательстве друзей, Бренда отказывается прощать их. Однако через некоторое время после разговора с Айрис, матерью Дилана, Бренда находит в себе силы забыть о Дилане и вернуть друзей в свою жизнь. Дилан и Келли начинают открыто встречаться.

### Последний сезон
Первый университетский год полон впечатлений для девушек. Сначала она решает вернуться в родной Миннеаполис и продолжить учиться там, надеясь восстановить былые отношения со своими старыми друзьями. Однако она понимает, что многое изменилось — она сама и её друзья, считающие девушку «выскочкой из Беверли-Хиллз». Вскоре девушка возвращается в Лос-Анджелес — сначала она не хочет продолжать учёбу, но после дня, проведённого с Диланом, испытывающем похожие метания, она передумывает и поступает с друзьями в Калифорнийский университет. В определённый период, она присоединяется к активистам, борющихся против испытаний на животных. Вместе с друзьями она разгромила лабораторию, в которой работала Андреа, чем настраивает против себя друзей. Вскоре девушка начинает встречаться с сыном миллионера, привлекательным Стюартом Карсоном — молодые люди сбегают в Лас-Вегас, чтобы там тайно обвенчаться. Однако, не без помощи друзей, отговоривших девушку от этого шага, Бренда решает, что ещё не время — она рада, что Стюарт испытывает те же чувства. Молодые люди продолжили встречаться ещё некоторое время, а за тем их роман закончился.
В университете Бренда быстро находит себя как актриса — она великолепно исполняет роль Мэгги в спектакле по пьесе Теннесси Уильямса «Кошка на раскалённой крыше», и получает уникальное предложение от режиссёра — поехать на летнюю практику в Англию и поработать на сцене Лондонского Королевского Театра. Однако данные достижения омрачены тем фактом, что её самые близкие друзья уверены, что она переспала с режиссёром, чтобы получить роль Мэгги. В это время в отношениях Келли и Дилана намечается разлад, и постепенно Бренда и Дилан сближаются. Девушка собирается принять предложение о стажировке и обещает Дилану, что «не будет в Лондоне вечно», однако, как становится известно в пятом сезоне, остаётся там жить.

## Уход из сериала
Шеннен Доэрти покинула сериал первой — это вызвало огромную волну негодования среди поклонников сериала, но у продюсеров были свои причины. Доэрти ушла из шоу после окончания съёмок четвёртого сезона — продюсеры утверждали, что поведение актрисы переходило все границы: она постоянно опаздывала на съёмки, была недовольна сценарием и часто ссорилась с членами съёмочной группы, особенно со своей экранной подругой Дженни Гарт.
Существует множество предположений о причинах ухода актрисы. Во-первых, продюсера Аарона Спеллинга сильно огорчило, что Шеннен снялась обнажённой для журнала «Playboy». Коллеги и близкие утверждали, что Спеллинга волновало плохое влияние, которое оказывает Шеннен на его дочь — актрису Тори Спеллинг, в то время, как сама Шеннен заверила поклонников, что разногласия на съёмочной площадке такие же, как и в обычной семье между братьями и сёстрами.
Актриса также утверждала, что большинство слухов были раздуты журналистами до невероятных размеров, дабы затеять действительно серьёзный конфликт между членами актёрского состава. Однако она упомянула сценаристов сериала, сказав, что поведение Бренды сильно изменилось, причём в худшую сторону. И, конечно, когда актёр долго играет роль, поклонникам становится трудно отделить исполнителя от его героя.
О своём уходе актриса говорила как об обоюдном решении между ней и продюсерами сериала. В интервью для Entertainment Tonight от 30 июля 1998 года говорилось, что актриса покинула шоу, чтобы заняться своей кинокарьерой, так как контракт Шеннен со студией Fox закончился. Одно время Спеллинг утверждал, что создатели не собираются возвращать Бренду в сериал, но летом 1998 года появились множественные уверения продюсера, что с Доэрти ведутся переговоры о её возвращении в сериал.
Однако вместо этого он отдал актрисе главную роль в своём новом мистическом сериале «Зачарованные». «Неужели вы думаете, что я отдал бы ей роль, если бы между нами существовали действительно серьёзные разногласия?» — комментирует своё решение известный продюсер. Во многих выступлениях Аарона Спеллинга после премьеры «Зачарованных» с Шеннен Доэрти в главной роли сам продюсер не раз давал понять, что хотел бы вернуть актрису в «своё самое любимое детище», чтобы она исполнила роль любимицы миллионов телезрителей по всему миру — девушки Бренды Уолш.
В интервью для журнала Maxim 1999 года Шеннен говорит: «Когда я была маленькой, моя мама говорила, что, если я буду лгать, дьявол явится ко мне во сне. По сей день, даже если я скажу маленькую ложь, меня начинают преследовать кошмары. К тому же у меня не очень хорошо получается лгать. И каждый раз я вступаю в борьбу с самой собой и, в конечном итоге, всегда рассказываю правду».
Официальное решение об увольнении актрисы продюсеры вынесли после встречи с Шеннен в декабре 1993 года. Теперь перед продюсерами стояла другая проблема: как поступить с Брендой? Продюсеры нашли изящное решение: Бренда всегда увлекалась игрой на сцене, поэтому неудивительно, что она согласилась уехать в Лондон, чтобы учиться в Королевском театре. Конечно же, героиня так больше и не вернулась домой, хотя остальные герои сериала часто получали от неё письма с сообщениями о прекрасной жизни в Лондоне. Так место Бренды заняла Вэлери, которая, по задумке продюсеров, должна была стать альтернативой Бренде. Как сказал Дилан Макей, «если вы считали, что у вас были проблемы с Брендой, то с этой девчонкой вы ещё не того хлебнёте»!
Однако другой вопрос интересует поклонников ещё больше: в специальном выпуске «90210: The Final Goodbye» не только не были показаны сцены с участием актрисы, но в последнем кадре, когда главные герои появляются все вместе, лицо актрисы было «спрятано». По одной версии, актриса не захотела подписать договор, по которому студия могла бы использовать образ Бренды. По другой версии, Шеннен запросила слишком большую сумму за разрешение использовать отснятые с ней материалы, кроме непосредственного показа эпизодов сериала. Представитель актрисы сказал, что Шеннен была занята исполнением режиссёрских обязанностей на съёмках эпизода «Зачарованных», поэтому не смогла принять участие в специальном выпуске.

## 90210: Новое поколение
Много лет спустя Бренда, ставшая известной театральной актрисой возвращается в Калифорнию, на встречу со своей подругой Келли Тейлор, работающей школьным психологом. По просьбе Келли, Бренда берётся за работу режиссёра в школьной постановке мюзикла «Весеннее пробуждение». Между тем, дружба Келли и Бренды вновь проходит проверку — Келли ревнует Дилана к Бренде, хотя те и поддерживают лишь дружеские отношения. Хотя очевидно, что Бренда всё ещё любит Дилана.
Хотя много лет назад Шеннен Доэрти испортила отношения со своими коллегами по «Беверли-Хиллз, 90210», они с Дженни Гарт вели себя на съёмках крайне профессионально и даже создавали видимость давней дружбы, приняв участие в фото-съёмках в рамках промокампании нового сериала.
Съёмки эпизодов с участием Доэрти прошли отлично — рейтинги 7 эпизодов с участием актрисы были одними из самых высоких среди показателей всего сезона шоу, но актриса не готова была вернуться в сериал на полную ставку, так как её ждали новые проекты. В итоге, Шеннен отказалась войти в основной состав, не отрицая возможности в будущем вновь появиться в гостевой роли.

## Критика
Персонаж получил смешанные отзывы от критиков и поклонников сериала.
Сайт UGO.com поставил Бренду на 10-е место в списке самых «Дрянных ТВ-девчонок». В биографической статье актрисы на сайте Yahoo! Movies сказано, что Бренда — «девушка, которую всем нравится ненавидеть». Журнал Maxim включил Шеннон Доэрти в список «Детей, выросших и ставших горячими девчонками» — говоря об образе Бренды Уолш, обозреватель отметил: «Она была Меган Фокс до того, как появилась Меган Фокс». В 2004 году канал E! включил Бренду в список «50 самых злобных женщин прайм-тайма».